# نيشن ستيتس
نيشن ستيتس هي لعبة محاكاة للحكومة متعددة اللاعبين تعمل عبر متصفح الإنترنت. أُنشأها «ماكس باري» وصدرت علنًا في 18 فبراير 2003، استنادًا إلى روايته التي تحمل اسم «حكومة جينفر». أسس باري الموقع كوسيلة مستقلة للترويج لكتابه قبل أسبوع واحد من صدوره. يواصل الموقع ترويج كتب باري، لكنه تطور ليصبح مجتمعًا كبيرًا على الإنترنت، إذ أنشأ المستخدمون 6.5 مليون دولةً في هذه اللعبة، نحو 170000 ما زالت نشطة.

## أُسلوب اللعب
ينشئ اللاعبون دولهم من خلال الإجابة على استبيان قصير حول نواياهم فيما يتعلق باقتصاد الدول وحقوقها المدنية وحرياتها السياسية، ثم يمنحونها اسمًا، وعلمًا من الدول والمناطق الموجودة أو من تصميمهم الشخصي، وحيوان وطني وعملة وشعار رسمي. تحدد استجابة اللاعبين للاستبيان الأولي نوع الحكومة التي سيديرونها، على الرغم من إمكانية تغيرها بمرور الوقت عندما يتفاعل اللاعبون على «القضايا» داخل اللعبة.
يعتمد أُسلوب اللعب على تقرير السياسات الحكومية: تقدم اللعبة لللاعب «قضية» تلقائيًا عدة مرات كل يوم، مثل السماح بمسيرة احتجاج يمينية أو طريقة التعامل مع نقص الغذاء في الدولة. يختار اللاعب موقفه الحكومي من قائمة الخيارات، أو قد يختار رفض القضية. يؤثر كل فعل أو عدمه على ازدهار دولة اللاعب، وقد يكون له تأثيرات غير متوقعة. على سبيل المثال، قد يؤدي منح المزيد من الحرية السياسية إلى المزيد من الاضطرابات المدنية. كُتبت بعض القضايا من قِبل مطوري اللعبة، بينما يُقدم بعضها الآخر من قبل اللاعبين البالغ عددهم داخل اللعبة 50000000 أو أكثر. خلال أول 30 يومًا بعد إنشاء الدولة، يمكن فقط الإجابة على القضايا الرسمية الخاصة باللعبة، ولكن بعد تلك الفترة يمكن الإجابة على أي قضية معتمدة. تؤثر ردود اللاعب على القضايا على وضع الدولة في ثلاثة عوامل رئيسية: مستوى الحريات السياسية والحقوق المدنية وقوة الاقتصاد.
استنادًا على الحريات المدنية والاقتصادية والسياسية للدولة، تُعرف الدولة وفق أحد أنواع الحكومات الـ 27، التي تتراوح بين الحكومات عديمة السلطة، والديمقراطية الوسطية غير المؤذية، والديكتاتورية الشمولية. على الرغم من عدم وجود طريقة للفوز في اللعبة، تُجمع «تقارير إحصائية عالمية» يوميًا لكل منطقة والعالم بأسره، لتصنيف الدول وفق العديد من المعايير التي تتراوح بين القوة الاقتصادية إلى قوانين العري العامة الأكثر ليبرالية.
اعتبارًا من 2 فبراير 2020، يوجد الآن 1313 قضية مختلفة يمكن للدول أن تواجهها.

### المناطق
تُعرف المنطقة على أنها مجموعة من الدول التي تتحد من أجل التفاعل. تفعل الدول ذلك على لوحة رسائل إقليمية، التي تمثل غرفة للدردشة، أو على المنتديات الإقليمية خارج الموقع، من خلال مجموعات مثل «زين فورو» و«ديسكورد». علاوة على ذلك، تمتلك العديد من المناطق، ولا سيما الأكبر حجمًا، «حكومات إقليمية»، والتي تضمها في الجمعية العالمية، واللعب بين الإقليمي، والشؤون الإقليمية المحلية. اعتمدت بعض هذه المناطق، مثل شمال المحيط الهادئ، نماذج حكومية ديمقراطية، بينما تختار مناطق أخرى، مثل «لازاروس»، انعدام السلطة أو غيرها من أشكال الحكومات الإقليمية.
تظهر الدول الجديدة في واحدة من خمس مناطق رئيسية للعبة (المعروفة في اللعبة باسم «المغذيات») الموجودة في إصدار المحيط الهادئ للعبة (الشرق والغرب والشمال والجنوب والمحيط الهادئ)، ولكن تستطيع الدول الانتقال إلى مناطق أخرى، أو إنشاء مناطقها الخاصة. تُوضع الدول غير النشطة والمُعاد إحياؤها في ثلاث مناطق «تغريق» تسمى «أوزوريس» و«بالدر» و«لازاروس»، التي تحمل كلها أسماء شخصيات يُزعم أنهم بُعثوا بعد الموت. تُنقل الدول التي يجري إخراجها أو حظرها من منطقة ما إلى منطقة تُعرف باسم «العوالم المنبوذة».